# Hvidvin
Hvidvin er betegnelsen for den lyse grønne eller gule vin, som fremstilles af gule og grønne vindruer eller af blå druer, hvis skaller er fjernet, inden gæringen er startet.
Hvidvin produceres overalt, hvor der dyrkes vindruer. Også i Nordeuropa, eksempelvis i Nahedalen, Rhin- og Moseldalen. Andre områder, der også er mest kendt for hvidvin, er Alsaceregionen i Frankrig samt visse dele af Californien i USA, Spanien, Portugal, Italien, Australien, Chile og New Zealand osv.
I Portugal produceres Vinho Verde af ikke helt modne druer. Den findes som rød; og som hvid med et svagt grønligt skær.
I Spanien produceres blå hvidvine, ARAMA Blue, Pasion Blue Chardonnay eller Pasion Blue, Gik, Bayanegra Blue, Baltar de Alort Frizzante, Vin Blanc Vino Azul Marqués de Alcántara Chardonnay, Marqués de Alcántara
Chardonnay, Marques de Alcantara, Alcantara og Entremares Semi Sweet Blanco. Blå hvide vine produceres blandt andet også i Italien Santero Dilé Moscato Blu, Val d'Oca Millesimato Blue og også i Tyskland Relax Riesling og Langguth Vinothek Spätlese.
I Spanien produceres grøn hvidvin Pasion Green og i Spanien produceres der også lyserød eller pink hvidvin Pasion Pink og der produceres også orange hvidvin i Spanien Pasion Orange og den samme vinproducent der står bag den blå hvidvin Pasion Blue Chardonnay eller Pasion Blue laver og producere nemlig også almindelige hvidvin Pasion Gold og rødvin producere denne her virksomhed også Pasion Red.
Visse hvidvine udvikles til mousserende vin. Den mest kendte er den franske champagne, som har navn efter det distrikt nordøst for Paris, hvor den fremstilles. Andre mousserende vine må bærer lokalitetens navne.
Mousserende vin er ikke det samme som champagne. Champagne fremstilles efter champagne-metoden, mens billigere mousserende vine laves ved at tilsætte kulsyre.

## Andre vintyper
- Rødvin, lavet på blå druer med skaller.
- Rosévin, lavet på blå druer, hvor skallerne bliver sorteret fra tidligt i gæringsprocessen.
- Mousserende vin, hvidvin med brus. Champagne fra Reims.
- Hedvin, vin med højere alkoholindhold end de øvrige typer.
- Isvin, vin med karakteristisk sød smag og lavt alkoholindhold.
- Dessertvin, er søde vine, der typisk serveres til en dessert.

Typerne har så forskellige egenskaber, at de i praksis betragtes som forskellige drikke.